# Glaucina gonia
Glaucina gonia là một loài bướm đêm trong họ Geometridae.